# Novorozeně (Simpsonovi)
Novorozeně (v anglickém originále Labor Pains) je 5. díl 25. řady (celkem 535.) amerického animovaného seriálu Simpsonovi. Scénář napsali Don Payne a Mitchell H. Glazer a díl režíroval Matthew Faughnan. V USA měl premiéru dne 17. listopadu 2013 na stanici Fox Broadcasting Company a v Česku byl poprvé vysílán 15. května 2014 na stanici Prima Cool.

## Děj
Když Homer hraje v noci poker s Vočkem, Barneym, Lennym a Carlem, tak se mu díky odrazu v Lennyho slunečních brýlích daří a rozhodne se opustit hru s jeho výhrou. Ve výtahu potká těhotnou ženu Gretchen. Když žena začne rodit a zasekne se výtah, tak se Homer snaží vzpomenout si, jak se rodí. Homerovi se úspěšně podaří odrodit zdravého syna. Po dalším pokeru s přáteli Homer znovu narazí na Gretchen a zjistí, že po něm pojmenovala své dítě – Homer Junior. Začne s ním tak trávit čas místo toho, aby hrál poker. Homer Simpson přinese Homeru Juniorovi hračky a jiné dětské nástroje.
Marge zjistí, že Homer namísto práce nechodí hrát poker, ale navštěvuje Gretchen a Homera Juniora. Nejprve tomu nevěří. Nakonec se však dozvídá, jak to všechno bylo. Homer vezme své děti a Homera Juniora do zoo. Homer Junior se hádá s Maggie a odstrčí její kočárek k výběhu prérijních psů, nicméně se jej povede zastavit. Marge zakazuje Homerovi, aby se setkával s Gretchen, a odvede Homera juniora zpět do bytu, kde vrátí dítě Gretchen a jejímu příteli, který se nedávno vrátil z vojenské mise v zámoří. Skleslý Homer se vrací domů, kde mu Maggie rychle odpouští, že jí nevěnoval pozornost. Homer Junior překvapil svého otce svou schopností (naučenou od Homera) otevřít a nalít pivo.
Líza se mezitím posmívá Bartovi, že ji Milhouse pozval na fotbalový zápas Springfieldských Atomů. Během poločasu zápasu roztleskávačky zvou Lízu na hřiště, aby se stala jednou z nich. Líza se dobře baví, ale po hře zjistí, že roztleskávačky jsou za svou práci málo placené. Přesvědčí je, aby stávkovaly, čímž by mohly donutit majitele týmu, aby je lépe platil; strategie je úspěšná, ale mezitím začnou podporovat mnoho bizarních produktů a služeb, čemuž se Líza diví. Jakmile začnou závěrečné titulky, zobrazí se několik položek sponzorovaných roztleskávačkami Atomů.

## Přijetí
Epizoda získala rating 1,8 a sledovalo ji celkem 4,08 milionu diváků, což z ní činí druhý nejsledovanější pořad v bloku Animation Domination v ten večer.
Dennis Perkins z The A.V. Clubu udělil epizodě hodnocení C: „Nakonec se tato dějová linie vůbec nevyplatí, kromě toho, že Maggie zřejmě odpustí Homerovi, že ji zanedbával ve prospěch své nové výtahové rodiny. (Její zřejmě obvyklé snění o tom, že Flanders je její otec, se změní na Homera, zatímco se objímají.) Je to taková sladká emocionální odplata, jakou dobrá epizoda Simpsonových vytahuje poté, co po cestě vybudovala příběh na pevných charakterových základech. Třeba to příští týden bude lepší.".
Patrick D. Gaertner ze serveru Puzzled Pagan napsal: „Tento díl je velmi zvláštní, ale vlastně se mi docela líbil. Myslím, že nápad, jak se Homer náhodou sblíží se svobodnou matkou a jejím dítětem a stane se náhradním otcem, je opravdu skvělý, i když celá ta věc s porodem ve výtahu je trochu směšná. Taky se mi líbí, že má konečně někoho, komu může říkat Hoju. Ale kde se epizoda stává více než divnou, je, když se objeví Marge. Tahle situace je neuvěřitelně divná. Ale zdá se, že Marge Gretchen a Hoju iracionálně nenávidí. Až do prérijních psů si nejsem úplně jistý, proč je Marge tak znechucená tímto chováním a proč neustále říká Homerovi, aby ty chudáky, kteří nemají nikoho jiného na světě, opustil. I když na konci je to tam opravdu milé, když se Maggie snaží otci pomoci. Opravdu nevím, proč Homer nedokázal jen tak získat to uspokojení z pomoci vlastním dětem, ale co už. Vidíme, že chce někomu pomoct, a svým způsobem se mu to opravdu daří.“.